# One Night with You
One Night with You is een Britse muziekfilm uit 1948 onder regie van Terence Young.

## Verhaal
Een man en een vrouw ontmoeten elkaar, doordat ze allebei de trein missen. Het klikt meteen tussen hen beiden en ze brengen een etmaal door met elkaar. Ze hebben intussen geen cent te besteden.

## Rolverdeling
| Acteur           | Personage          |
| ---------------- | ------------------ |
| Nino Martini     | Giulio             |
| Patricia Roc     | Mary Santell       |
| Bonar Colleano   | Piero Santellini   |
| Hugh Wakefield   | Santell            |
| Guy Middleton    | Matty              |
| Charles Goldner  | Fogliati           |
| Stanley Holloway | Zwerver            |
| Willy Fueter     | Pirelli            |
| Miles Malleson   | Cipier             |
| Martin Miller    | Politie-inspecteur |
| Richard Hearne   | Stationschef       |
| Irene Worth      | Lina Linari        |
| Judith Furse     | Tweede schrijver   |
| Stuart Latham    | Eerste schrijver   |
| Brian Worth      | Derde schrijver    |